# Heereswaffenamt

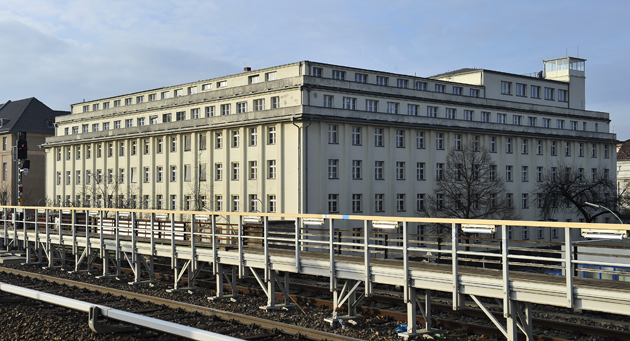
Tidigare Heereswaffenamt, Spichernstraße hörn Hertz-Allee, Berlin

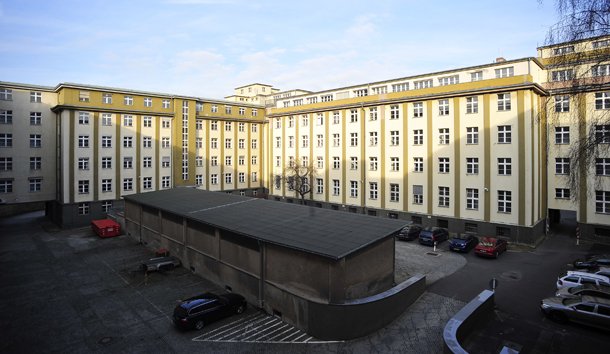
Tidigare Heereswaffenamt (gård), Spichernstraße hörn Hertz-Allee, Berlin

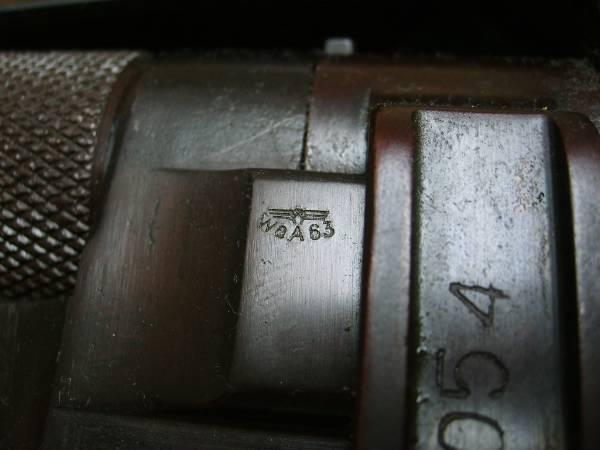
En vapenstämpel från Heereswaffenamt

Heereswaffenamt (HWA, tyska ungefär Arméns vapenbyrå) var tidigare ett centrum för forskning och utveckling av vapen, ammunition och materiel inom den tyska armén.
Heereswaffenamt grundades 8 november 1919 som Waffenamt, Vapenbyrån, vid Reichswehrministerium i Berlin; namnet byttes 5 maj 1922 till Heereswaffenamt. Byråns förste chef var översten och senare generallöjtnanten Ludwig Wurtzbacher. I fredstid var byrån direkt underställt arméchefen. Från krigsutbrottet 1 september 1939 lydde man istället under Chef der Heeresrüstung und Befehlshaber des Ersatzheeres (Chefen för arméns rustning och befälhavaren för ersättningsarmén). 
Heereswaffenamt omorganiserades ett flertal gånger under andra världskriget. Byrån bestod 1 juli 1944 av en stab med en forskningsavdelning och de sex byråsektionerna Zentralaufgaben (Övergripande uppgifter), Entwicklung und Prüfwesen (Utveckling och testverksamhet), Chefingenieur (Teknisk chefsfunktion), Industrielle Rüstung Waffen und Gerät (Industriell produktion av vapen och utrustning) samt Industrielle Rüstung Munition, Abnahme (Industriell produktion av ammunition och inspektion).
Personalstyrkan varierade i antal mellan 7 000 (1939) och 195 000 (1944) man. Den av general Walter Buhle planerade omorganisationen till Wehrmachtwaffenamt (Krigsmaktens vapenbyrå) kom med anledning av krigssituationen aldrig att genomföras. I mitten av april 1945 omgrupperade större delen av byrån och dess ledning till Sydbayern och upplöstes 27 april 1945. 
Ett av de vapensystemen som Heereswaffenamt utvecklade är järnvägsartilleripjäsen Dora.

## Heerenwaffenamts uppgifter
1. Utveckling av nya vapensystem, ny utrustning och ammunition (Entwicklungs- und Prüfwesen)
2. Massanskaffning av vapen, utrustning och ammunition (Industrielle Rüstung)
3. Tekniskt underlag, förberedelser och inriktning för industrins massproduktion (Chefingenieur)
4. Inspektion och besiktning av färdiga vapensystem, utrustning och ammunition

## Chefer för Heereswaffenamt
1. Generallöjtnant Ludwig Wurtzbacher, 8 november 1919-1925
2. Generalmajor friherre von Botzheim, 1926
3. Generallöjtnant Max Ludwig, 1926-1939
4. Generallöjtnant Alfred von Vollard-Bockelberg, 1931-30 november 1933
5. General Kurt Liese, 1 december 1933-28 februari 1938
6. Artilleriinspektören general Karl Becker, 1 mars 1938-8 april 1940
7. Artilleriinspektören general Emil Leeb, 16 april 1940-1 februari 1945
8. Infanteriinspektören general Walter Buhle, 1 februari 1945-8 maj 1945